# (3920) Aubignan
(3920) Aubignan est un astéroïde de la ceinture principale aréocroiseur. Il tire son nom de la commune d'Aubignan, située dans le département du Vaucluse, où son découvreur, Sylvain Arend, aurait aimé passer ses vacances.

## Description
(3920) Aubignan est un astéroïde aréocroiseur. Il présente une orbite caractérisée par un demi-grand axe de 2,25 UA, une excentricité de 0,27 et une inclinaison de 9,0° par rapport à l'écliptique.

## Compléments